# Aircastle
Aircastle Limited, (NYSE: AYR), är ett amerikanskt globalt leasingföretag av kommersiella passagerar– och fraktflygplan till inhemska– och utländska flygbolagskunder. Aircastle har, per 30 september 2012, 157 flygplan i sin flygflotta därav 68 leasingavtal spridd över 36 nationer världen över.:

## Flygplanstyper
Följande flygplanstyper finns till Aircastle:s förfogande:
| Airbus S.A.S. - Passagerarplan - A319 - A320 - A321 - A330 - Fraktflygplan - A310 - A330 | McDonnell Douglas Corporation - Fraktflygplan - MD11 | The Boeing Company - Passagerarplan - 737 - 747 - 757 - 767 - 777 - Fraktflygplan - 737 - 747 |

## Flygföretagskunder
Följande flygföretagskunder som leasar kommersiella passagerar– och fraktflygplan av Aircastle.

Uppdaterad per 2013-06-22:

| Afrika: - Sydafrika - South African Airways | Asien: - Filippinerna - Zest Airways - Förenade arabemiraten - Emirates - Hongkong - Cathay Pacific - Indien - Jet Airways - Indonesien - Garuda Indonesia - Jordanien - Jordan Aviation - Kina - China Cargo Airlines - Shanghai Airlines - Malaysia - Firefly - Malaysia Airlines - Pakistan - Shaheen Air - Sri Lanka - SriLankan Airlines - Sydkorea - Asiana Airlines - Korean Air - Taiwan - EVA Air - Thailand - Nok Air - Orient Thai Airlines - Vietnam - Jetstar Pacific Airlines | Europa: - Belgien - Brussels Airlines - Danmark - Jet Time - Frankrike - Aigle Azur - Transavia France - Island - Air Atlanta Icelandic - Icelandair - Lettland - SmartLynx Airlines - Litauen - Small Planet Airlines - Nederländerna - KLM - Transavia - Norge - Norwegian Air Shuttle - Polen - Enter Air - Ryssland - AirBridgeCargo Airlines - Yamal Airlines - Schweiz - Swiss International Air Lines - Slovakien - Air Explore - Spanien - Iberia - Sverige - Scandinavian Airlines - Turkiet - Atlasjet - Turkish Airlines - Tyskland - Condor Flugdienst - TUIfly - Ukraina - Ukraine International Airlines | Nordamerika: - Kanada - Air Canada - USA - Evergreen International Airlines - World Airways | Oceanien: - Australien - Virgin Australia | Sydamerika: - Brasilien - Azul - Gol Transportes Aéreos - Colombia - Avianca - LAN Colombia |